# Thomas Dolby
Thomas Dolby, egentligt namn Thomas Morgan Robertson, född 14 oktober 1958, är en brittisk musikartist, låtskrivare, musikproducent, filmmusikkompositör, uppfinnare och företagare, mest känd för låtarna "Hyperactive" och "She Blinded me with Science" där den senare blev en stor hit 1982. 
Robertsons far var professor i grekiska och under uppväxtåren bodde familjen i flera länder kring Medelhavet, bland annat i Grekland, Frankrike och Italien.
Robertson blev av sina kompisar kallad "Dolby" efter ljudteknikföretaget Dolby Laboratories på grund av hans stora intresse för ljud och elektroniska prylar. Dolby Laboratories försökte långt därefter hindra honom att använda namnet Dolby och stämde honom. De lyckades nå en kompromiss, Robertson fick bara använda namnet Dolby om det samtidigt nämndes tillsammans med förnamnet Thomas.[källa behövs]
Under tonåren började Dolby lära sig spela gitarr och keyboards. Som 16-åring hoppade han av skolan för att satsa på musik på heltid och spelade i olika band och som jazz-musiker på restauranger. Det första stora jobbet kom när Lene Lovich anlitade honom för att spela synthesizer på hennes turné. Dolby skrev låten "New Toy" till Lovich, gjorde gästspel som studiomusiker åt bland andra Foreigner, Joan Armatrading och Def Leppard och satsade därefter på en solokarriär.
1982 kom hans första soloalbum The Golden Age of Wireless och singeln "She Blinded Me with Science" som blev en topp 5-hit på Billboard Hot 100 och visades flitigt i musikvideokanalen MTV innebar det stora genombrottet. Stilen var vid denna tid syntpop men Dolby har senare varierat sin musik i en lång rad stilar och genrer och även skrivit filmmusik.
Under 1980-talet hade Dolby också en parallell karriär som flitigt anlitad musikproducent åt bland andra Joni Mitchell, George Clinton och Prefab Sprout. 1985 medverkade han på Live Aid-konserten.

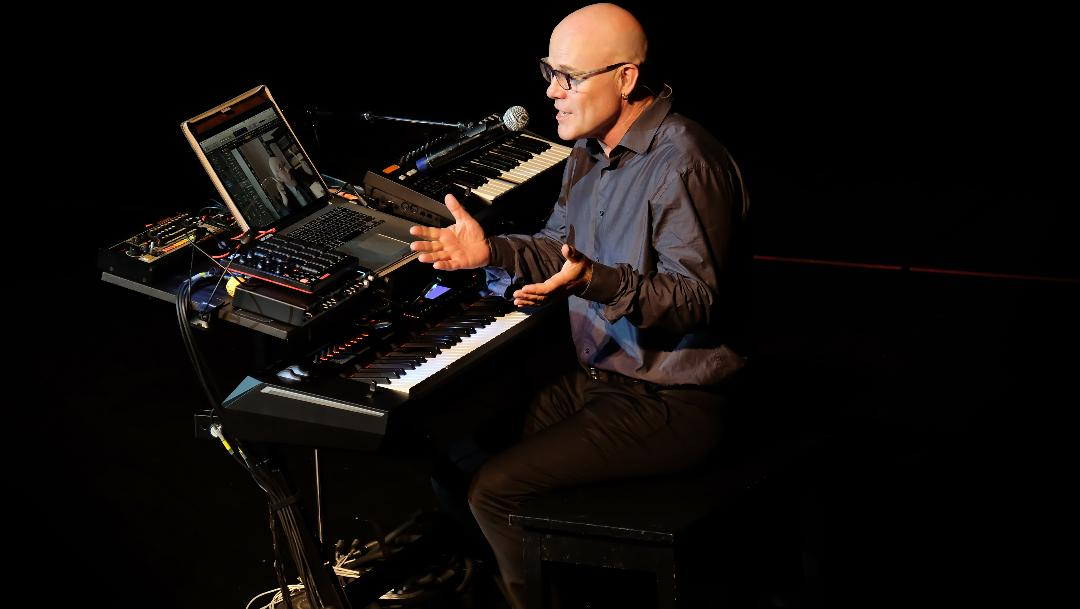
Thomas Dolby framträder 2018

Dolby uppträdde även på konserten The Wall: Live in Berlin - en livekonsert med Roger Waters och gästartister. Den spelades in 21 juli 1990 på Potsdamer Platz i Berlin inför mellan 200 000 och 500 000 åskådare. Konserten sattes upp för att samla in pengar till Leonard Cheshires minnesfond för krigsoffer samt att hylla Berlinmurens fall.
Thomas Dolby är även uppfinnare och företagare, där hans företag Beatnik bland annat utvecklat en polyfon ringsignalmjukvara som används i mobiltelefoner. Han har även skapat flera hundra mobiltelefonringsignaler samt soundtrack för film och tv-spel. Han är grundare av virtual reality-företaget Headspace och bor sedan 1987 i Los Angeles.

## Diskografi
- 1982 – The Golden Age of Wireless
- 1984 – The Flat Earth
- 1987 – Gothic Soundtrack
- 1988 – Aliens Ate My Buick
- 1992 – Astronauts & Heretics
- 1994 – Gate to the Mind's Eye
- 2001 – Forty: Live Limited Edition
- 2006 – The Sole Inhabitant
- 2011 – A Map of the Floating City